# De eenzame weg
De eenzame weg is een hoorspel van Giles Cooper. The Lonesome Road werd op 23 mei 1964 door de BBC uitgezonden. Libera Carlier vertaalde het en de NCRV zond het uit op vrijdag 24 oktober 1969. De regisseur was Johan Wolder. Het hoorspel duurde 53 minuten.

## Rolbezetting
- Paul van der Lek (Raven)
- Hans Karsenbarg (Charles)
- Fé Sciarone (Jeanne)
- Gerrie Mantel (het jongetje)
- Maria Lindes, Donald de Marcas, Frans Vasen & Cees van Ooyen (verdere medewerkenden)

## Inhoud
Onderweg naar huis ontmoet Charles in de trein een zekere meneer Raven. Alhoewel Charles er niet voor in de stemming is, knoopt Raven een gesprek met hem aan. Na in Woking te zijn uitgestapt, loopt hij zelfs ongevraagd met hem mee en thuis heeft Charles nog maar net de tijd om aan zijn vrouw Jeanne te vertellen dat hij een ellendige reis had met “een vent uit een gruwelfilm”, als hij bemerkt dat Raven nog bij de voordeur staat en vraagt of hij even een taxi mag bellen. Taxi’s zijn er op het moment niet en Raven komt binnen. In de loop van het gesprek vertelt hij onder meer eigenlijk op weg te zijn naar een vriend, maar hij weet het adres niet meer. Aderverkalking, zeggen ze. Voorwendsel of waarheid?